# Guerre du Sahara occidental
Conflit au Sahara occidental
Batailles
La guerre du Sahara occidental est un épisode du Conflit au Sahara occidental entre 1975 et 1991. C'est un conflit militaire opposant le Maroc et la Mauritanie au Front Polisario, sur le territoire du Sahara occidental. La guerre éclate à la suite du retrait de l'Espagne du Sahara espagnol, qu'elle avait convenu de céder au Maroc et à la Mauritanie lors des accords de Madrid. 
Le Front Polisario, un mouvement indépendantiste sahraoui qui avait lutté contre l'occupation espagnole, se retourne contre le Maroc (qui a également lutté contre l'occupant espagnol depuis son indépendance en 1956 et avant son indépendance) et la Mauritanie, avec le soutien de l'Algérie, Cuba et la Libye. En 1979, le Front Polisario contraint la Mauritanie à accepter un accord de paix. Le Maroc et le Polisario signent un accord de cessez-le-feu en 1991, préalable à un référendum d'autodétermination, qui n'a toujours pas eu lieu.
Le Maroc contrôle 80 % du territoire du Sahara occidental, tandis que le Polisario contrôle les 20 % restants. Ce conflit aurait causé la mort de plus de 16 000 personnes.

## Contexte historique, géographique et politique
Dès 1955, le Maroc revendique le Sahara occidental. En 1957, la guerre d'Ifni oppose l'Armée de libération nationale marocaine à l'Espagne qui administrait le territoire, menant à la rétrocession du Cap Juby au Maroc ainsi qu'à la prise contrôle par ce dernier de la majeure partie de la région d'Ifni.
Avant la guerre avec le Maroc, le Front Polisario était en conflit dès 1974 avec l'Espagne qui administrait le territoire.

## Événements menant à la guerre

### Premiers raids marocains au Sahara espagnol

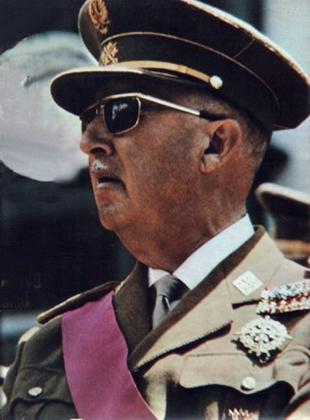
Le général Franco en 1969.

Dès 1974, Hassan II charge Ahmed Dlimi de commencer les premières opérations dans le but de faire pression sur l'Espagne pour qu'elle décolonise le Sahara.
Le 10 mai 1973, après la création du Front Polisario successeur du mouvement de libération du Seguia el-Hamra et Oued ed-Dahab de Mohammed Bassiri, le Maroc crée en 1975, le Front pour la Libération et l'Unité qui attaque les garnisons espagnoles au nord de la Saguiet el-Hamra,.
À partir de 1974, Dlimi et ses hommes tenteront des incursions éclair dans le Sahara contrôlé par l'Espagne. Le 31 octobre 1974, les premières troupes marocaines passèrent la frontière et se dirigèrent vers Jdiriya, Haousa et Farsia, trois des avant-postes évacués par l'armée espagnole.
En 1975, pratiquement en même temps que la Marche verte, Dlimi entame l’opération Ouhoud, du nom d'une célèbre guerre sainte de la première ère islamique. Pendant le déroulement de la Marche verte vers Laâyoune, l'armée marocaine réussit à pénétrer subrepticement au Sahara, à plus de 100 km à l'est, en « raflant » au passage les postes de Farsia, Jdiriya, Hawza et plus tard, Mahbes ils réussissent à nettoyer tout le secteur de Smara sans combats.
Le 15 juin 1975, Hassan II déclare à Rabat que la reprise du Sahara occidental représente une question de vie ou de mort.

### Avis consultatif du 16 octobre 1975
Un avis consultatif de la Cour internationale de justice rendu public en 1975 confirme tout d'abord l'existence « de liens juridiques d'allégeance entre le sultan du Maroc et certaines des tribus vivant sur le territoire du Sahara occidental », mais ne confirme l'existence « d'aucun lien de souveraineté territoriale entre le territoire du Sahara occidental d'une part, le Royaume du Maroc ou l'ensemble mauritanien d'autre part », et avalise la solution d'un référendum d'autodétermination.

### Marche verte et décolonisation du Sahara occidental

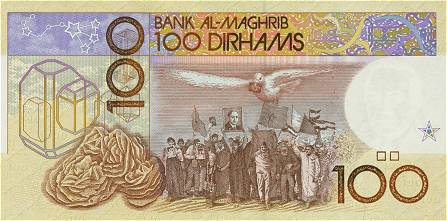
Un billet de 100 dirhams commémorant la Marche Verte.

Le 6 novembre 1975, le Maroc organise une marche pacifique, nommée « Marche verte » et qui réunit 350 000 civils Marocains portant chacun un Coran et un drapeau marocain pour prendre possession du Sahara occidental, le coran se voulait un symbole pacifique de l’action de récupération, alors que le drapeau traduisait un signe indicateur de l’appartenance de ce territoire au Maroc, le général Franco de son lit de mort a donné l'ordre de ne pas tirer sur les marcheurs. L'Espagne se voit contrainte d'abandonner le territoire et signe les accords de Madrid avec le Maroc et la Mauritanie. Cet accord aspire à partager le Sahara occidental entre deux tiers pour le Maroc et un tiers pour la Mauritanie.

## Forces en présence
La guerre du Sahara occidental oppose le Maroc et la Mauritanie au Front Polisario, sur le territoire du Sahara occidental.

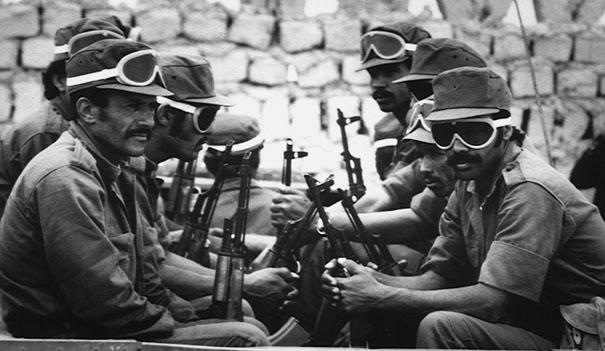
Soldats sahraouis en 1985

### Maroc
En 1979, Ahmed Dlimi est chargé de commander les troupes marocaines jusqu'à sa mort en 1983 (mystérieusement), il sera remplacé par Abdelaziz Bennani. Les forces marocaines sont composées des forces armées royales et des forces auxiliaires marocaines. En 1976, les troupes marocaines totalisaient 30 000 soldats. En 1980, ce chiffre a doublé, et est passé à 60 000, et en 1988, l’effectif des forces marocaines atteint plus de 150 000 hommes.
| Effectifs des forces marocaines de 1976 à 1988 |        |        |         |
| Dates                                          | 1976   | 1980,  | 1988    |
| Effectifs                                      | 30 000 | 60 000 | 150 000 |

### Mauritanie
En 1976, l'armée mauritanienne était composée de 3 000 à 5 000 hommes, un an plus tard son effectif avait triplé puis en 1979, elle disposait de plus de 18 000 soldats. La guerre augmenta les dépenses de défense (les effectifs de l’armée passèrent de 2 000 à 18 000 hommes de 1976 à 1978 et représentaient 60 % du budget national à un moment où les actions du front Polisario faisaient diminuer les exportations de minerai de fer) et permit l’intervention militaire du Maroc (avec plus de 9 000 hommes stationnés dans les zones économiquement vitales du pays) et de la France.
| Effectifs des forces armées mauritaniennes de 1976 à 1978 |             |        |        |
| Dates                                                     | 1976,       | 1977   | 1978   |
| Effectifs                                                 | 3 000-5 000 | 15 000 | 18 000 |

### Polisario
Au début de 1975, les troupes du Polisario étaient composées seulement de quelques centaines d'hommes entraînés et enrôlés dans des groupes de guérillas avant octobre 1975. Mais presque tous les soldats sahraouis des Tropas Nomadas et de la Police territoriale, soit au total environ un millier d'hommes bien entraînés, rejoignirent les forces du front Polisario lorsqu'ils furent renvoyés de leurs unités sur ordre du général Gomez de Salazar, fin octobre. En 1976, le Polisario était composé au total de plus de 5 000 combattants. En 1979, il est composé de 12 000 combattants. En 1980, le Polisario est au plus haut et son effectif avait triplé de 15 000 hommes. L'effectif de l'armée populaire de libération sahraouie est estimé en 1988 à 8 000 soldats. En 1991, le Polisario est au plus bas avec seulement 2 000 à 6 000 hommes.
| Effectifs de l'armée populaire de libération sahraouie de 1976 à 1991 |       |        |        |       |            |
| Dates                                                                 | 1976  | 1979   | 1980   | 1988  | 1991       |
| Effectifs                                                             | 5 000 | 12 000 | 15 000 | 8 000 | 2 000-6000 |

## Armement et tactique

### Front Polisario
En 1972, Kadhafi demande à la Mauritanie d'armer le Polisario pour aider à fonder un mouvement de libération du Sahara, Mokhtar Ould Daddah refusera. Dès 1973, lors de la création du Polisario, la Libye offre des armes légères qui serviront à attaquer les premières garnisons espagnoles.
C'est en 1975 que l'Algérie commencera à armer le Front Polisario et également en 1976 que cet apport deviendra massif.
L'Algérie offre également des canons de 122 mm, tout le carburant nécessaire et la base arrière de Tindouf tandis que la Libye livre des transporteurs de troupes, des missiles et des roquettes.
Dans les années 1980, la Yougoslavie et la Corée du Nord offrent des armes dont des SAM-6 et des SAM-7 que le Polisario utilisera en mars 1981 pour abattre un transporteur de troupes C-130, deux avions de combat F-5 et un hélicoptère. Le Polisario disposait aussi des chars T-54 puis 55 et T-62.
La tactique du Polisario est très simple, elle compte sur sa mobilité et sa connaissance du terrain, par ailleurs appelée rezzous, elle consiste à attaquer grâce à des colonnes rapides des postes militaires, villes et de se replier rapidement vers Tindouf en cas de danger. Mais, après que les Français ont lancé l'opération Lamantin, le Polisario est obligé de changer de tactique sur le front mauritanien pour une tactique de harcèlements et de sabotages. Elle continuera cependant ses rezzous contre le Maroc jusqu'à la construction du mur des sables car elle sera contrainte pour passer le mur d'utiliser des chars lourds pour tenter des percées qui seront toutes repoussées.

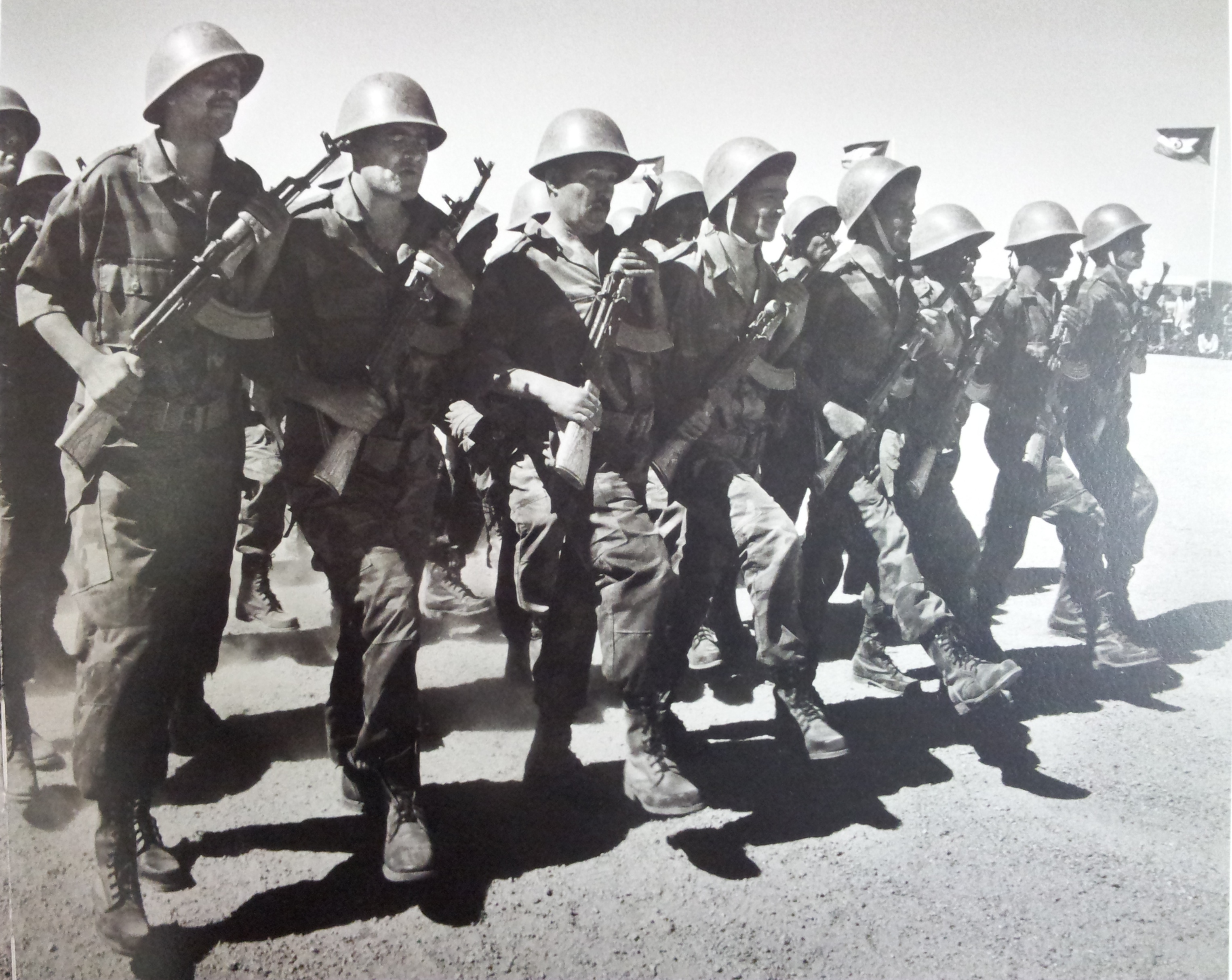
Parade militaire des soldats de l'Armée populaire de libération sahraouie
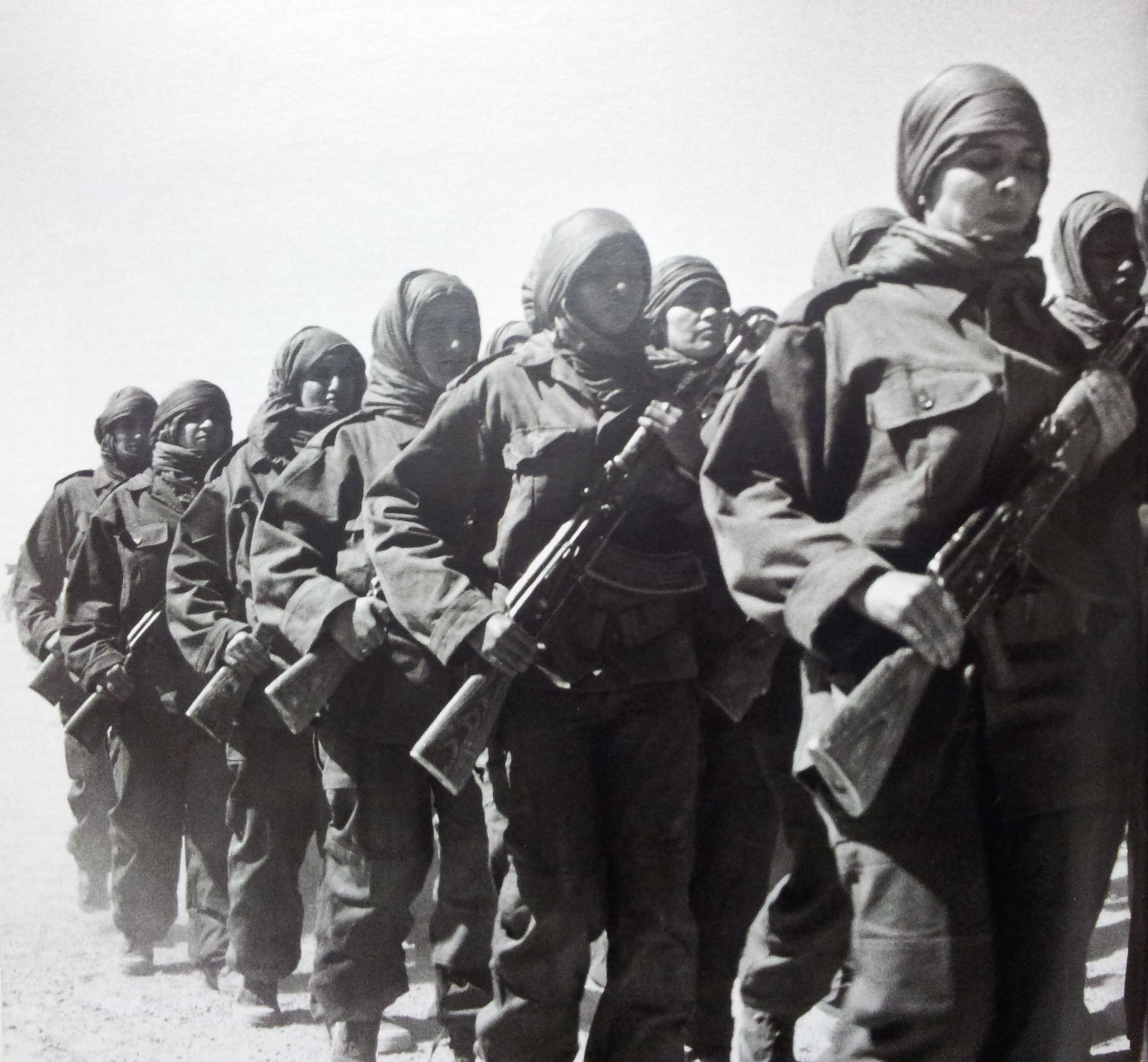
Des femmes soldats dans les rangs de l'Armée populaire de libération sahraouie
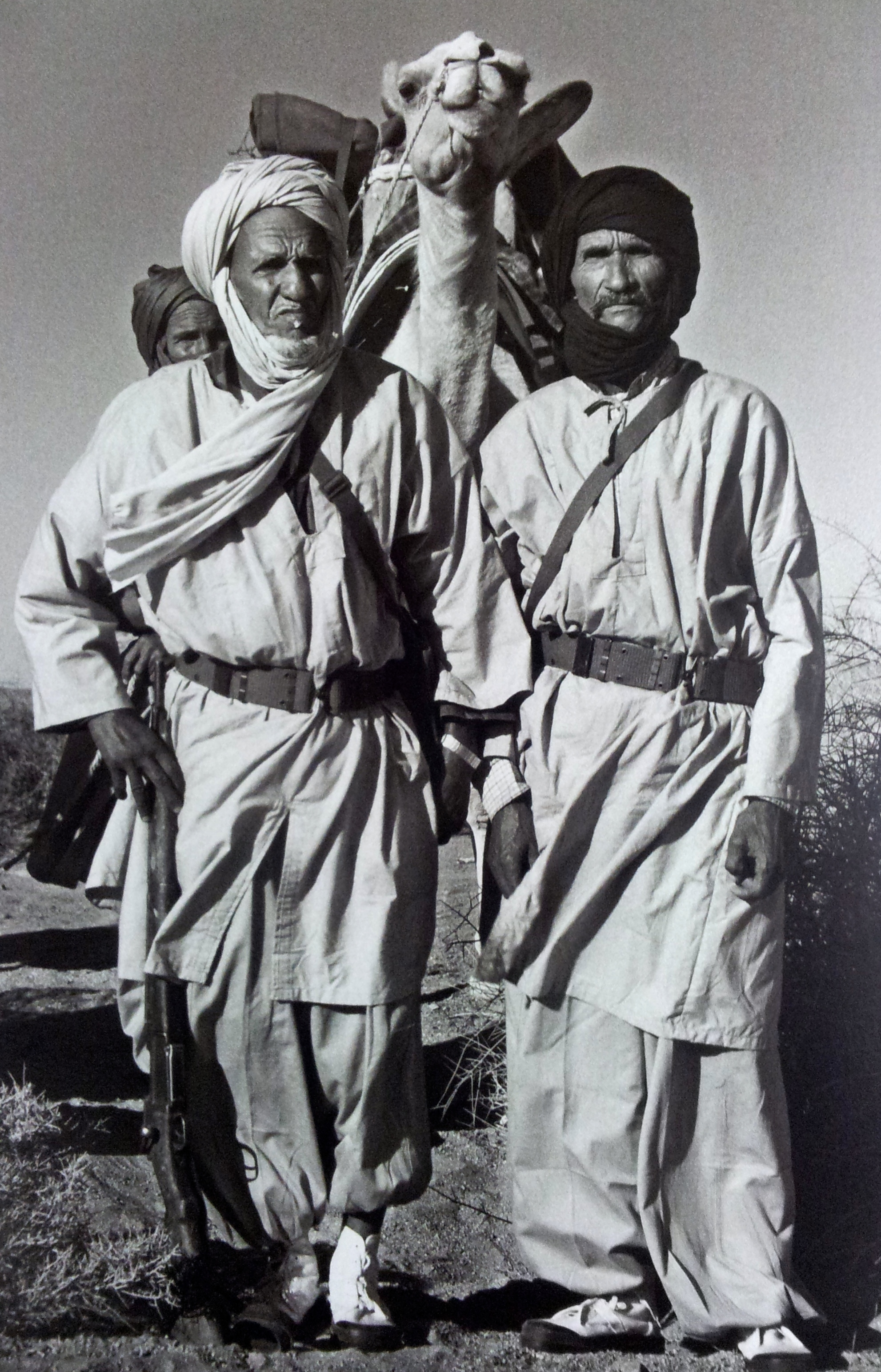
Des combattants sahraouis dans les rangs de l'Armée populaire de libération sahraouie
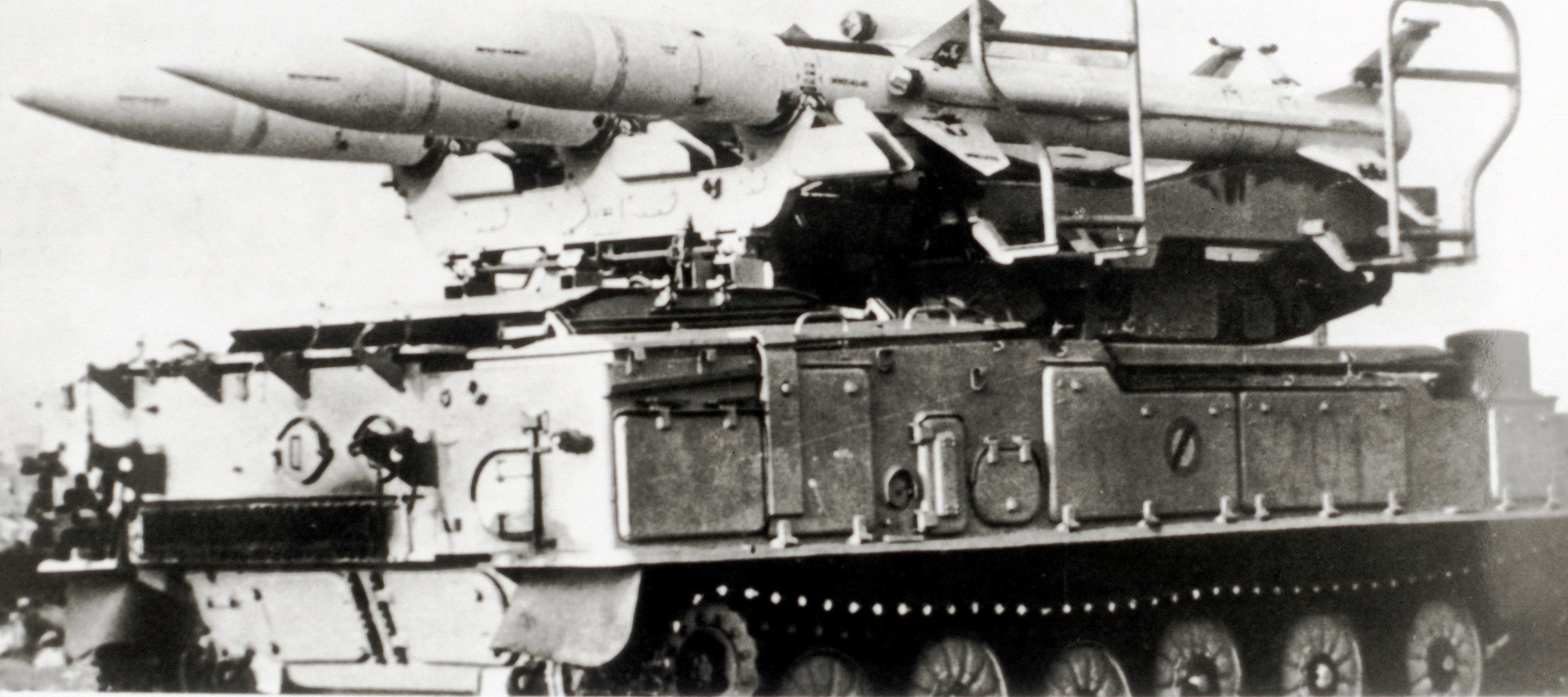
Batterie de missiles sol-air libyen de fabrication soviétique. La Libye avait livré ce type de missile au Polisario durant le conflit.

### Maroc

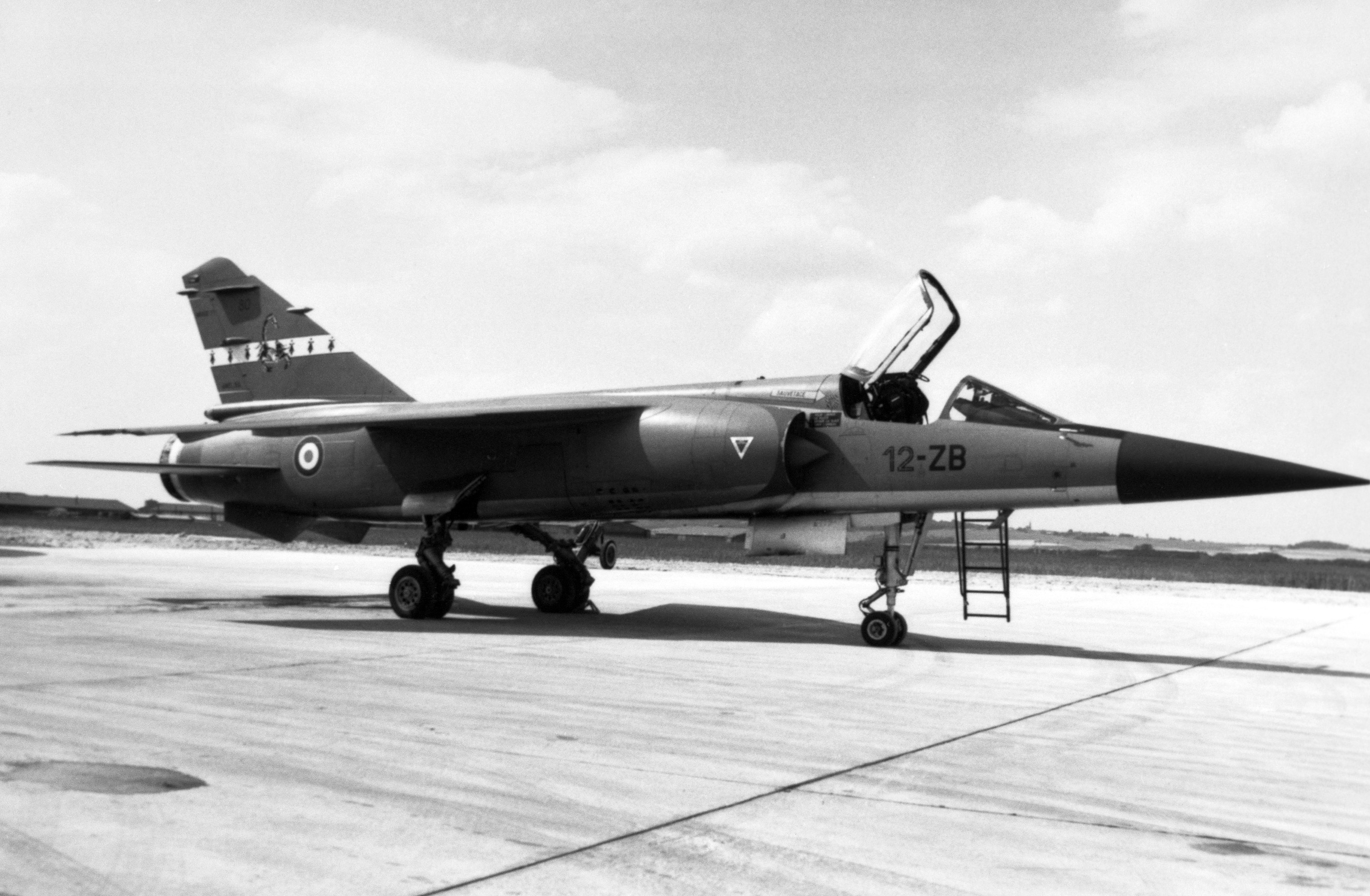
Dassault Mirage F1 français, mis en service par l'Armée de l'air en 1973. Dassault en a vendu 50 au Maroc.

Le Maroc possède une armée conventionnelle, avec un matériel trop lourd pour le terrain, elle compte d’abord sur son aviation. Les troupes marocaines ne connaissent pas le terrain où elles combattent, car ses soldats sont majoritairement des « paysans du Rif ou de l'Atlas ».
Au début de la guerre, le Maroc disposait de chars T-54, AMX-13 et M48 Patton, de transports de troupes blindés OT-64 SKOT, M113 et AMX-VCI. Jusqu'en 1989, le Maroc reçoit des blindés OT-62 TOPAS et des missiles SA-7 égyptiens, des chars SK-105 Kürassier autrichiens, des AML, des VAB et AMX-10 RC français et des M113 et chars M48 américains supplémentaires. L'Afrique du Sud, alors sous régime de l'apartheid, livrera des blindés légers Eland Mk 6 et des Ratel en 1980-1981. La Roumanie et l'URSS fourniront également des armes légères au Maroc.
La France de Valéry Giscard d'Estaing a vendu 50 Mirages F1 au Maroc pendant le conflit, ils sont livrés à partir de 1980.
Dans les années 81-82, les États-Unis vont fortement accroître leur aide au Maroc. Cette aide se résumera entre autres à une importante livraison de matériel militaire, à la suite des accords passés entre le Maroc et les États-Unis.

## Déroulement du conflit

### Occupation du terrain par le Maroc et la Mauritanie (1975-1976)

Partage de l'ex-Sahara espagnol entre la Mauritanie et le Maroc en janvier 1976.

Juste après les accords de Madrid, la Mauritanie et le Maroc commencent l'invasion du territoire.
Le 27 novembre, les troupes marocaines s'emparent de Smara et le 11 décembre de Laayoune. Le 20 décembre, les troupes de Mokhtar Ould Daddah s'emparent de Tichla et de Lagouira.
En décembre 1975, Lahbib Ayoub et plusieurs de ses combattants mènent un raid éclair contre les premiers bataillons marocains chargés de « récupérer » le Sahara, du côté de Haouza.
Le 9 janvier, les dernières troupes espagnoles quittent Laâyoune tandis que les troupes marocaines arrivent à Dakhla (Villa Cisneros). Le 12 janvier, elles sont rejointes par les troupes mauritaniennes et les derniers soldats espagnols quittent le territoire.
Au début de 1976, la Mauritanie contrôle théoriquement le tiers sud du Sahara et le Maroc les deux tiers nord.

### Première et deuxième bataille d'Amgala

Situation du Sahara occidental début janvier 1976.

En janvier 1976, l'Algérie décide de participer au conflit et s'avance jusqu'à Amgala, à plus de 300 km à l'ouest de sa frontière avec le Sahara occidental. Le 27 janvier, l'armée marocaine attaque les troupes algériennes, c'est la première bataille d'Amgala qui dure du 27 au 29 janvier 1976. La confrontation qui s'est déroulée dans l'oasis d'Amgala, entre les forces marocaines et algériennes, montre le soutien actif de l'Algérie vis-à-vis du Front Polisario.
Deux semaines plus tard, le 14 février, le Polisario, soutenu par l'Algérie, attaque les troupes marocaines et reprend Amgala. Cette deuxième bataille d'Amgala est la dernière bataille juste avant une guerre sans front et une guerre d'embuscade entre les principaux belligérants que sont le Maroc et le Front Polisario, l'Algérie se retirera également du conflit après cette bataille.

### Harcèlement du Polisario (1976-1980)
Le 27 février 1976, le Front Polisario, parti politique sahraoui, proclame la République arabe sahraouie démocratique (RASD) à Bir Lehlou au lendemain du retrait de l'armée espagnole du territoire. Les partisans du Front Polisario attaquent les forces marocaines et mauritaniennes par des incursions éclairs (guérilla), car celui-ci les considère comme des forces d'occupation.
En 1976, 10 000 réfugiés sahraouis quittent le pays pour les camps de Tindouf fuyant la guerre.
Le 21 janvier, l'Armée de l'air marocaine perd un avion, un Northrop F-5 de fabrication américaine, près d'Aïn Ben Tili et trois jours plus tard, le poste tombe aux mains du Polisario. Les Mauritaniens le reprennent le 14 février.
Le 24 avril 1976, le Polisario réussit à lancer plusieurs tirs de mortier dans le centre d'El-Aïoun.
Le 9 juin, El Ouali, le fondateur du Polisario, meurt lors d'un raid sur la capitale mauritanienne. Il est remplacé par Mohamed Abdelaziz.
Le 2 février 1977, le village d'Aferket situé à 50 km de Guelmim est attaqué par le Front Polisario. Une dizaine de militaires du Polisario essaye de pénétrer le village aux alentours de minuit. Très peu armés, leur tentative est un échec. Les militaires du Polisario prennent la fuite après un tir de mortier des soldats marocains arrivant de la ville de Guelmim. L'attaque du village ne fait aucun mort, mais dans leur fuite, les attaquants placent des mines pour ralentir l’avancée de l’armée marocaine ; le lendemain un civil au volant de son camion est tué par l’une de ces mines à quelques kilomètres d'Aferket.
Le 1er mai 1977, les troupes du Polisario commandées par Lahbib Ayoub attaquent la cité minière de Zouerate, où vivent plusieurs centaines de coopérants français et leurs familles ; deux Français trouvent la mort et six autres sont capturés. Ils sont libérés huit mois plus tard, le 23 décembre 1977 et confiés au secrétaire général de l'ONU, Kurt Waldheim.
Le 13 mai, Hassan II et Ould Daddah signent un accord de défense mutuelle et créent un haut commandement mixte. Plus de 9 000 soldats marocains occupent les principales villes mauritaniennes pour faire face au Polisario. Cela n'empêche pas le palais présidentiel à Nouakchott d'être bombardé. La Mauritanie demande de l'aide à la France.
Entre le 26 et 27 septembre, de violents combats ont lieu à Haouza entre le Maroc et le Front Polisario qui finit par s'en emparer.
Le 4 novembre, le point d'eau de Birgandus situé à quelques kilomètres de la voie ferrée au nord de Nouadhibou est attaqué par le Polisario. Le 7 novembre, une colonne forte de 50 véhicules du Polisario attaque et prend le contrôle d'un poste mauritanien au nord-est d'Atar. Le 22, une autre colonne composée de 50 véhicules attaque le train minéralier de Touagil. Le 23 novembre 1977, La France lance l'opération Lamentin, qui décide le bombardement de trois positions du Polisario en Mauritanie et commence à aider également les troupes mauritaniennes.
Le 2 décembre 1977, le poste mauritanien de Banou Lanouar sur la voie ferrée est attaqué par une colonne du Polisario qui l’occupe pendant 3 heures avant de se replier vers le nord-est en capturant quelques soldats mauritaniens. Le 12, les troupes françaises ont le feu vert pour détruire une colonne estimée à 50 véhicules, à la suite de l'attaque de ces derniers contre le train minéralier qui se situe au sud de Zouerate, plusieurs soldats mauritaniens sont tués. Les Français poursuivent cette colonne du Polisario qui se disperse pour rendre la tâche difficile aux Français, finalement un quart de la colonne est détruite et l'armée mauritanienne réussit à libérer 13 des siens.
Le 18 décembre, après l'attaque du poste Tméimichatt par une colonne composée de plus de 50 véhicules, trois patrouilles de Jaguars français stationnés à Dakar interviennent et détruisent la moitié de la colonne. L'armée mauritanienne récupère un important matériel militaire.
Le 12 janvier 1978, après l'attaque du Polisario sur le poste de Choum, l'aviation française repère une colonne composée d'une trentaine de véhicules se repliant vers le nord sans avoir l'autorisation de la détruire. Le 25 janvier, les Mauritaniens réussissent difficilement à repousser une attaque du Polisario contre la garnison de Touagil. Le 2 octobre, ils repoussent encore avec succès le Polisario qui tentait de prendre le contrôle de Tichla, puis le 28 les Sarahouis subissent un nouvel échec à Touagil.
Le 25 mars 1978, une colonne mauritanienne qui bénéficie de l'appui des forces françaises en Mauritanie dans le cadre de l'opération Lamentin, intercepte des unités du Polisario vers la voie ferrée dans la région de Zouerate.
Le 3 mai 1978, un convoi d'une quarantaine de véhicules saharaouis est accroché par l'armée mauritanienne au sud du Sahara espagnol, les Jaguars interviennent détruisant une dizaine de véhicules, le lendemain 4 mai le reste de la colonne est regroupé dans les contreforts d'une vallée et les Jaguars frappent à nouveau. Les véhicules survivants à ces attaques parviennent à s'échapper dans la nuit malgré les troupes mauritaniennes les encerclant ![réf. nécessaire]
En 1979, la Mauritanie déclare un cessez-le-feu unilatéral à l'encontre du Front Polisario à cause du putsch militaire qui renverse l'ancien président Moktar Ould Daddah un an auparavant, ce qui neutralise la Mauritanie dans ce conflit. Le Maroc est désormais son principal ennemi. Avec le retrait de Nouakchott, le Maroc se retrouve avec un territoire de près de 270 000 km2 à sécuriser. Le Maroc commence également à annexer la partie sud du Sahara. Le 11 août, il est à Dakhla. Le 14, il commence à sécuriser la province.
En janvier 1979, les troupes du front Polisario commandées par Lahbib Ayoub attaquent et occupent, pendant plus de cinq heures Tan-Tan avec plus de 1 700 hommes.

Situation au Sahara occidental, début octobre 1979.

Le 11 août 1979, plus de 3 000 hommes et 500 véhicules du Polisario attaquent la garnison de Bir Anzarane. Cette bataille se termine par une victoire marocaine. Le 24 août 1979, la base de Lebouirate, au sud du Maroc, est prise par le Polisario qui détruit une cinquantaine de blindés.
Du 6 au 7 octobre, le Polisario attaque la garnison de Smara défendue par 6 000 soldats marocains, l'attaque est finalement repoussée. Le 14 octobre l'ALPS s'empare de Mahbès, la dernière et unique base marocaine entre l'Algérie et Smara, protégée par 780 hommes.
Du 1 au 12 mars 1980, le Polisario inflige une sévère défaite aux forces armées marocaines dans le djebel Ouarkziz et les incite à adopter une nouvelle stratégie,.

### Construction du mur des sables et l'enlisement du conflit (1980-1987)

Étapes de construction du mur marocain.

Dès 1979, l’idée d’un mur de défense s’impose comme une évidence pour les autorités marocaines.
En 1980, le Maroc commence la construction du mur des sables de plus de 2 720 km, protégé par plus de 100 000 soldats, également par des champs de mines, des remblais, des tranchées, des radars Rasura de surveillance rapprochée de plus de 50 kilomètres de portée, des portillons électroniques et des Northrop F5.
Lors de sa construction, les rumeurs les plus folles circulent à propos du mur. Finalement, c'est une réalisation du génie militaire marocain dans son intégralité. Ce mur provoque l'enlisement du conflit.
Ahmed Dlimi s'appuie sur ses trois colonnes blindées, Ouhoud, Arak et Zellaqa, fortes de 20 000 hommes chacune, pour creuser des sillons à travers le Sahara.
En août 1980, le premier mur est en construction. Celui-ci protège les centres importants que sont Laayoune, Boucraâ, Smara et Boujdour . Il sera aussi achevé en juin 1982 malgré plusieurs attaques du Polissario.
En 1982, la RASD est admise à l’Organisation de l’unité africaine (OUA), dont le Maroc se retirera deux ans plus tard.
En janvier 1983, Dlimi meurt d'un accident de voiture selon les sources marocaines mais d’après certaines sources, il a été tué après avoir essayé d'organiser un coup d'État contre le roi Hassan II, ou parce qu'il était devenu trop puissant, ayant été de ce fait une menace pour la monarchie marocaine. Hassan II charge Abdelaziz Bennani de remplacer Ahmed Dlimi au poste de commandant militaire de la zone sud, il peut également compter sur Driss Benaïssa, Mohamed Abrouk ou le colonel Britel pour terminer la construction du mur des sables.
En 1984, la Libye et le Maroc se réconcilient, prévoyant une union lors de l'accord d'Oujda signé le 13 août 1984. La Libye cesse son soutien au Polisario.
Le 2 décembre 1985, l’assemblée générale de l'ONU adopte une résolution réaffirmant la nécessité de négociations directes entre le Maroc et le Front Polisario. Pérez de Cuellar est chargé de proposer des solutions de paix vu que l'OUA a échoué en acceptant le Front Polisario dans l'organisation.
Au printemps 1986, des pourparlers indirects ont lieu entre le Maroc et le Front Polisario à New York, ils échouent en raison de divergences de fond sur le référendum, le Polisario exigeant le retrait des troupes et de l'administration marocaines avant la tenue de référendum.
En avril 1987, le sixième et dernier mur, celui qui longe la frontière avec la Mauritanie est terminé. Il protège aussi Tichla et Aousserd dans l’est de la province d’Oued Eddahab.

### Après la construction du mur (1987-1991)
En février, mars et novembre 1987, le Polisario effectue plusieurs raids le long du mur qui va maintenant de M’hamid El Ghizlane à Guergarat, à 55 km au nord de Lagouira, pour éprouver les défenses marocaines soumises à rude épreuve.
En novembre 1987, une commission technique de l'ONU, de dix-neuf experts, visite le Sahara occidental pour y enquêter sur les conditions matérielles d'un éventuel référendum.
Le 16 mai 1988, les relations diplomatiques entre le Maroc et l'Algérie se rétablissent.
Le Secrétaire général de l'ONU et l'envoyé spécial du Président de l'OUA présentent le 11 août 1988, au ministre des Affaires étrangères du Maroc et aux représentants du Front Polisario, une solution de paix sous le concept "proposition de règlement dont l'objectif premier est l'organisation du référendum d'autodétermination",. Le 30 août 1988, le Maroc et le Front Polisario, accepte ce "plan" et entame des rencontres.
Le 11 décembre 1988, le Polisario abat un avion américain par erreur. Durant la même année, une révolte ouverte a explosé dans les camps de Tindouf. Une de ses conséquences sera le ralliement de 6 membres de la direction du Polisario, dont Omar Hadrami.
Hassan II confirme le 16 janvier 1989, aux dirigeants des principaux partis politiques marocains que le Maroc ne cédera "aucun pouce de son territoire".
Depuis la construction du mur des sables, le Polisario tente toujours de s'adapter à des confrontations conventionnelles auxquelles le mur, désormais achevé, l’oblige. Ayoub opère par concentration de blindés. Les derniers combats significatifs ont lieu à Gueltat Zemmour, en octobre 1989, en janvier et en novembre 1990 où le Polisario perdra près de 100 combattants sur le terrain.
En novembre 1989, le roi Hassan II reçoit une délégation du Polisario. La paix des braves n'aura pas lieu, le Polisario persiste à revendiquer l'indépendance alors que le Maroc ne veut accorder qu'une autonomie interne.
En mai 1991, le roi Hassan II et le président Chadli Bendjedid se réconcilient à Oran. Les frontières algéro-marocaines sont rouvertes. L'Algérie retire son appui militaire et financier au Polisario.
Un cessez-le-feu est signé le 6 septembre 1991 entre les deux parties sous l'égide de la Mission des Nations unies pour l'organisation d'un référendum au Sahara occidental (MINURSO).

## Bilan
La guerre du Sahara occidental a causé plus de 16 000 morts.

### Maroc

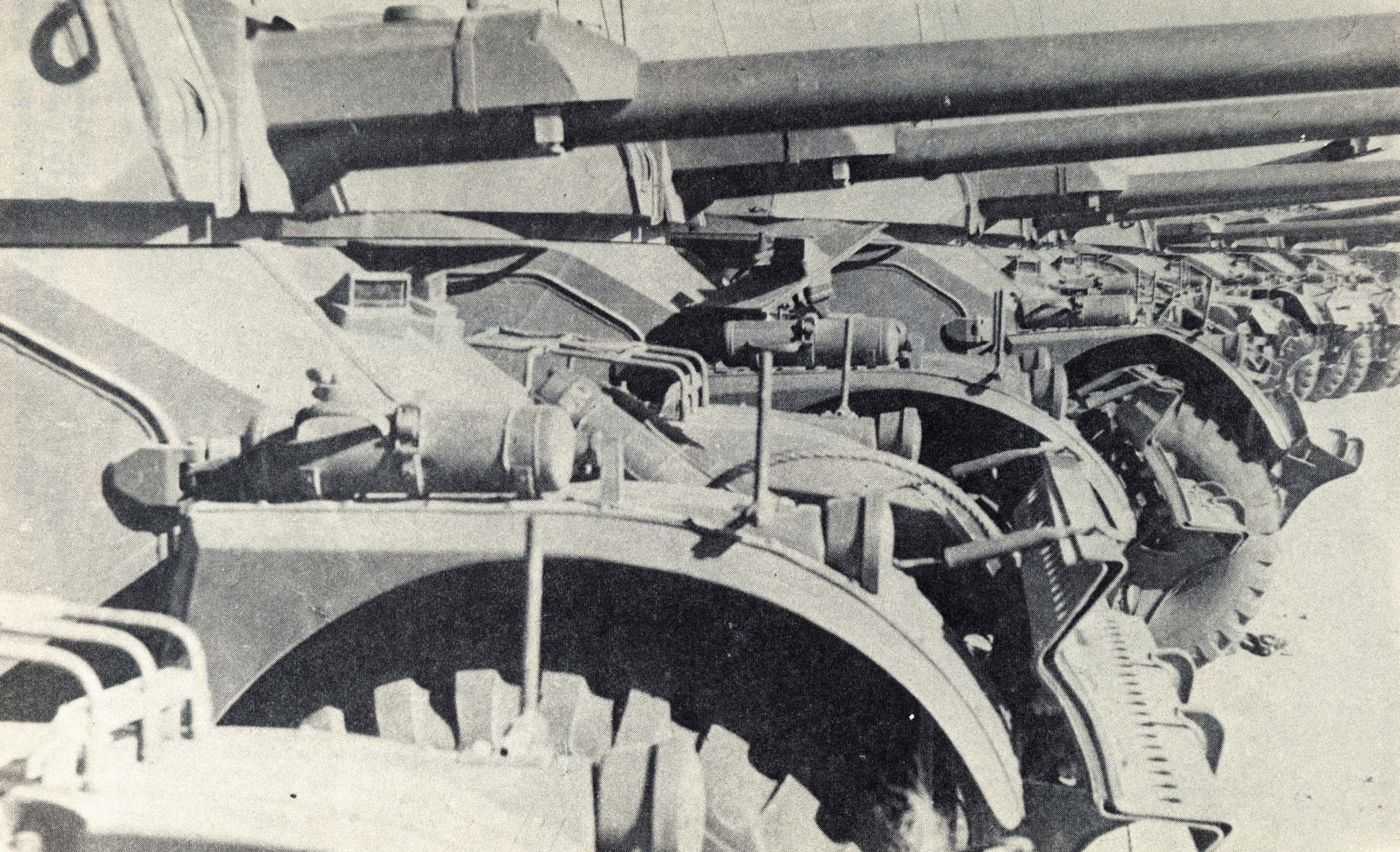
Blindés marocains Eland Mk6 capturés par des militants du Front Polisario lors d'une bataille avec l'Armée royale marocaine dans les montagnes d'Ouarkaziz

Les pertes marocaines de 1975 à 1987 sont évalués à 2 000 morts. Mais selon le Polisario, les pertes de l'armée marocaine sont évaluées à 1/10 de son effectif. Au moins 40 000 soldats se trouvent pratiquement cloués au sol dans le sud marocain, sur le territoire de la R.A.S.D. et en Mauritanie, selon les responsables du Front Polisario. Mais le bilan affirmé par le Front Polisario n'est pas vérifié. Lors du conflit 2 300 soldats marocains ont été faits prisonniers selon le capitaine Ali Najab. Les pertes matérielles marocaines furent très sévères, la principale cause de ces grosses pertes fut que le Polisario ayant l'initiative du terrain, lança plusieurs attaques contre des garnisons isolées.

### Mauritanie
Lors du conflit, la Mauritanie eut plus de 2 000 morts et beaucoup de prisonniers.[réf. nécessaire]

### Polisario

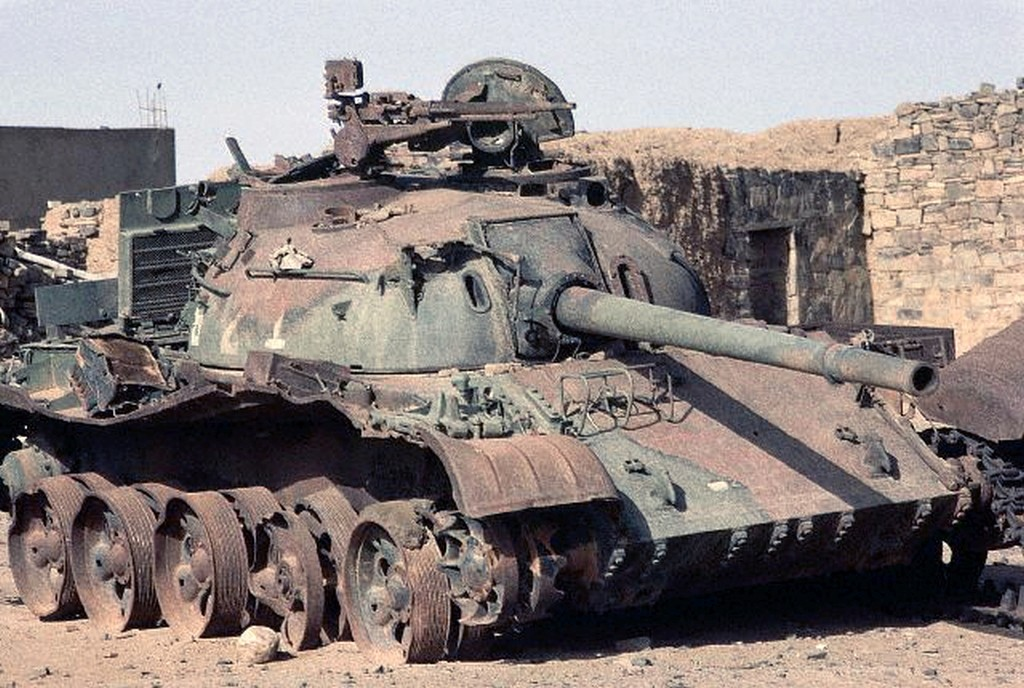
Char T-55 détruit du front Polisario vers 1980.

Les pertes du Polisario de 1975 à 1987 sont estimées à 4 000 morts[réf. nécessaire]. Il faut mettre en avant le fait que de 1976 à 1980 le Polisario eut de très grands succès en harcelant les troupes marocaines et mauritaniennes mais après la construction du mur des sables par le Maroc, il eut un grand changement de situation et lors des attaques du Polisario contre le mur, l'armée populaire de libération sahraouie eut de très grandes pertes comme en octobre 1989, en novembre 1990 et en janvier 1990, le Polisario laissera près de 100 morts à Gueltat Zemmour.
Plus de 152 combattants du Polisario ont été capturés lors de l'opération de "ratissage" lancée au Sahara occidental par les troupes maroco-mauritaniennes, du 1er août au 1er septembre dernier[Quand ?], au lendemain du traité de défense commun qui lie la Mauritanie au Maroc.

### Francophone
- Tony Hodges, Sahara occidental : Origines et Enjeux d'une guerre du désert, Paris, L'Harmattan, 1987, 511 p. (ISBN 978-2-85802-764-4)
- Maurice Barbier, Le Conflit du Sahara occidental, Paris, L'Harmattan, 1982, 419 p. (ISBN 2-85802-197-X, lire en ligne)
- Aline Pailler, Sahara occidental, une colonie en mutation : actes du colloque de Paris X Nanterre, 24 novembre 2007, Paris, L'Harmattan, 2008, 154 pages (ISBN 978-2-296-06105-7)
- Dominique Lagarde, Mohamed Larhdaf Eddah et Baya Gacemi, « Sahara : Le conflit ensablé », L'Express, 18 octobre 2001
- Cour internationale de justice, Avis consultatif du 16 octobre 1975 sur le Sahara Marocain
- Abdelhak El Merini, L'Armée marocaine à travers l'Histoire, Rabat, Dar Nachr Al Maârifa, 2000, 586 p. (ISBN 9981-808-42-3)
- Sophie Caratini, La République des Sables : Anthropologie d'une révolution, Paris, L'Harmattan, 2003, 266 p. (ISBN 2-7475-4337-4, lire en ligne)
- Khadija Mohsen-Finan, Sahara occidental : Les Enjeux d'un conflit régional, Paris, CNRS éditions, 1997, 229 p. (ISBN 978-2-271-05514-9)
- Abdelkhaleq Berramdane, Le Sahara occidental, enjeu maghrébin, Paris, Éditions Karthala,, 1992, 357 p. (ISBN 2-86537-352-5, lire en ligne)
- Mamadou Aliou Barry, Guerres et Trafics d'armes en Afrique : Approche géostratégique, Paris, l'Harmattan, 2006, 405 p. (ISBN 2-296-01139-X)
- Attilio Gaudio, Les Populations du Sahara occidental : Histoire, Vie et Culture, Paris, Karthala, 1993, 359 p. (ISBN 2-86537-411-4, lire en ligne)

### Anglophone
- Stephen O. Hughes, Morocco under King Hassan, Garnet & Ithaca Press, 2001, 385 p. (ISBN 0-86372-285-7)
- (en) C. R. Pennell, Morocco since 1830 : a history, New York, New York University Press, 2000, 442 p. (ISBN 0-8147-6676-5)
- (en) Barry Rubin, Conflict and insurgency in the contemporary Middle East, London, London ; New York, Routledge, 2009, 2009, 289 p. (ISBN 978-0-415-45758-3, OCLC 938417360)
- (en) Moroccan Sahara : Anatomy of a Stalemate, Boulder (Colo.), Rienner, 2005, 180 p. (ISBN 1-58826-305-3, lire en ligne)
- Frederich Ehrenreich, « National Security », dans Nelson D Hardold, Morocco: a country study, Washington DC, United States Government, 1985, 5e éd., 448 p. (lire en ligne)
- (en) John Mercer, Spanish Sahara, Londres, George Allen & Unwin Ltd, 1976, 264 p. (ISBN 0-04-966013-6)

### Hispanophone
- José Ramón Diego Aguirre, Guerra en el Sáhara, Ediciones Istmo, 1991, 386 p. (ISBN 978-84-7090-252-9)